# CHANGE (テレビドラマ)
『CHANGE』（チェンジ）は、2008年5月12日から7月14日まで毎週月曜日21:00 - 21:54に、フジテレビ系「月9」枠で放送されたテレビドラマ。主演は木村拓哉。
初回と最終回は30分拡大して22:24まで放送。さらに、第7話は15分拡大して22:09まで放送。ステレオ放送、字幕放送、連動データ放送を実施。

## 概要
小学校の教師だった一人の青年・朝倉啓太が、不慮の事故で衆議院議員だった父を亡くし、父の後継者として補欠選挙に出馬・当選し、総裁選挙を経て内閣総理大臣となり、政界で奮闘する姿を描く。
キャッチコピーは「日本を変えるのは、あなたかもしれない。」

## 登場人物

### 主人公とその周辺
朝倉 啓太（あさくら けいた）〈35〉
演 - 木村拓哉
1973年3月5日生まれ。福岡県出身。18年前、衆議院議員の父親が不正献金疑惑を暗に認めたことがきっかけで政治家嫌いになった。父親からは勘当同然の扱いを受けていた。中学時代から天体観測が趣味。「地元の福岡では星がたくさん見えない」という理由で信州大学へ進学し、長野県で小学校教師をしていた。ある日、補欠選挙への出馬を夫と長男の死に傷心していた母・貴江に代わって渋々承諾するも、衆議院議員に当選してしまう。その後鵜飼内閣の総辞職をきっかけに神林から総裁選への出馬を後押しされ、まっすぐな言葉が国民に理解され、35歳で憲政史上最年少の内閣総理大臣に就任する。若さとルックスから「国会王子」という愛称が付けられる。小学校教師をしていたことから『小学5年生でもわかる政治』を信条としている。また、内閣総理大臣の辞職及び衆議院解散のテレビ演説後、美山に「ずっと一緒にいてほしい」とプロポーズをし、美山はこれを受け入れ、解散総選挙時の演説の際には左手薬指には指輪をはめている。
美山 理香（みやま りか）〈35〉
演 - 深津絵里
元財務省キャリア官僚。東京大学卒業。将来の政界進出を目指し神林の秘書となっていたが、啓太の当選後、神林の命を受けて啓太の秘書となる。総理就任後は首席秘書官の役職に就く。政治の素人である総理に悩まされながらも、必死にサポートしていく。啓太からテレビ演説後にプロポーズをされ、これを受け入れ、自らの夢が叶ったと言っている。解散総選挙時の演説会の際には左手薬指に指輪をはめている。
韮沢 勝利（にらさわ かつとし）〈44〉
演 - 阿部寛
200戦中199勝1敗の敏腕選挙プランナー。「選挙は法律で唯一許された戦争」が持論。かつて落選者が1名しか出ない市議選に出馬し、落選した。選挙に負けたのは自身が出馬した選挙のみで、本人曰く理由は人脈や地盤の無さ。落選以降は選挙協力した候補者の当選を第一に考え、自らは選挙に出馬しないようになった。啓太の選挙後、次の選挙地に近いという理由で啓太の東京の家に泊り込む。その後首相補佐官に就任し、神林が内閣官房長官を辞任した際は、啓太の推薦により民間人閣僚として後任の内閣官房長官となった。
宮本 ひかる（みやもと ひかる）〈23〉
演 - 加藤ローサ
松ヶ谷後援会長の姪。大学を卒業したものの定職には就かず、フラフラしていたところを親戚から朝倉誠（啓太の父）の後援会の手伝いをするように言われ、ウグイス嬢を請け負う。啓太の初登院後、韮沢と一緒に啓太が住む家に居候する。啓太の人柄に憧れに近い感情を抱いている。啓太が総理大臣になると同時に秘書官の手伝いとして官邸で働き、更には美山の後任として一時的に首席秘書官に抜擢される等、啓太に関わった事で数奇な人生を歩む事となる。
月丘 瑠美子（つきおか るみこ）〈35〉
演 - 堀内敬子
総理官邸常駐医師。鵜飼武彦前総理のお気に入りだったが、鵜飼のセクハラに嫌悪感を抱いている。歴代の総理は高齢者ばかりだったので、若い啓太が総理に就任したことを喜んでいる。健康のためにニンニク注射を打ったりする。
松ヶ谷（まつがや）
演 - 車だん吉
啓太の後援会会長で父親の代からの支援者。
檀原 段（だんばら だん）〈36〉
演 - 大倉孝二
内閣総理大臣付SP、警視庁警備部警護課員。啓太が総理に就任当初は、自分よりも年下で官邸を脱走したりする啓太に困惑していたが、懸命に働く姿を見て好感を抱くようになる。妻と6人の娘がいるらしい。
羽鳥（はどり）
演 - 徳永淳
内閣総理大臣付SP、警視庁警備部警護課員。檀原と共に朝倉総理付のSP。
朝倉 貴江（あさくら たかえ）〈59〉
演 - 富司純子
啓太の母。当初は、補欠選挙出馬を渋る啓太の代わりに自らが出馬するつもりだった。夫と長男を同時に失ったことにより床に伏せていたが、啓太の出馬を聞くと、政治家の妻としての血が騒ぎ始め必死にサポートする。
普段は福岡の家（啓太の実家）に住んでいる。啓太とは母子そろって明太子を肴にワインを飲むのがお気に入り。
朝倉 誠（あさくら まこと）
演 - 小寺大介
啓太の父、衆議院議員。飛行機事故で死去。18年前、日本政友党の金庫番であった折、上からの命を受けて大堂商事から不正に献金を受け、党の資金源としていた。
朝倉 昌也（あさくら まさや）
演 - 二宮聡
啓太の兄、父の秘書。父と共に飛行機事故で死去。松ヶ谷達周囲が認める、誠の「唯一の後継者」だった。

### 日本政友党
内閣支持率は過去最低を記録し、次期総選挙では野党第一党である革進党への政権交代も危ぶまれている。名前の由来は戦前の政党、立憲政友会。モデルは自由民主党。
神林 正一（かんばやし しょういち）〈59〉
演 - 寺尾聰
衆議院議員。日本政友党総務会長。当選12回。高い志を持った人格者を装っているが、実際は恐ろしく計算高い冷酷な性格であり、自身の思惑にそぐわない事には強い不快感を覚える。
啓太の父の事故死に伴う補欠選挙対策に理香を送り込み、当選した啓太を党総裁選に推薦し総理大臣に就任させるが、実は啓太を「無知な人形」と評しており、内閣官房長官として彼を操る傀儡政権を謀っていた。しかし、自身の思惑から脱した啓太に反発し、日本政友党に圧力をかけ、更に買収工作で小野田グループを解散させ、小児科医療対策を廃案にする。啓太の反撃を知った彼は「罷免された」と偽って官房長官を辞任。大堂商事疑惑のスキャンダルを流し啓太を追い詰める。
近藤 光輝（こんどう みつき）〈54〉
演 - 風間杜夫
神林の秘書。神林の指示を理香に伝える。子煩悩でカードゲーム（作中で「息子は恐竜キングにはまっている」と答えた）に詳しい。神林に忠義を尽くしており、神林も近藤にのみ心を開いている。
啓太の人格を軽んじていたが、啓太の子供への接し方を聞き、僅かながら神林の方針に疑問を抱いた。
小野田 朝雄（おのだ あさお）〈67〉
演 - 中村敦夫
衆議院議員。日本政友党幹事長。市議会議員から政治家生活をスタートさせた叩き上げ。国土交通大臣時代に行ったダム建設によってミズクラゲが大量発生したことの因果関係について、当初は神林の命で啓太を説得しようとしていた。しかし、啓太の姿勢を見るにつれ、自らが議員になったときの気持ちを思い出し啓太に協力する。18年前、日本政友党の経理局長であった折、上からの命を受けて大堂商事から不正に献金を受け、党の資金源としていた。後に全ての不正を啓太に告白し、自らのけじめとして議員を辞職した。
二瓶 栄（にへい さかえ）〈79〉
演 - 神山繁
衆議院議員。政友党最大派閥「二瓶派」の領袖。初登院した啓太に対し、彼が選挙演説で父誠の不正を認めたことを咎めた。権力欲にまみれた典型的な政治屋。
垣内 達彦（かきうち たつひこ）〈65〉
演 - 大林丈史
衆議院議員。党内の実力者の一人で、鵜飼内閣で外務大臣を務める。二瓶同様、自身の出世にしか興味がない。
生方 恒男（うぶかた つねお）〈38〉
演 - 石黒賢
衆議院議員。元証券会社社員。政治家になるつもりはなかったが、父の急逝により、世襲することとなった。選挙時のプランナーが韮沢だったこともあり、啓太と似た境遇を歩んでいる。啓太のよき理解者の一人。全面的に啓太を協力し、後に彼の指名により首相代行を務めた。朝倉改造内閣で首相臨時代理に就任。徳島県を地盤としている。
鴨志田（かもしだ）
演 - 東根作寿英
生方と行動を共にする若手議員。総裁選挙の教育係。元経済産業省の官僚。
高柳（たかやなぎ）
演 - 河野洋一郎
生方と行動を共にする若手議員。総裁選挙の教育係。大学で政治学を教えていた。
森重 利一（もりしげ りいち）
演 - 隈部洋平
神林の秘書。
鵜飼 武彦（うかい たけひこ）〈77〉
演 - 伊東四朗（特別出演）
党内の権力闘争に勝利し、総理大臣に就任したものの、国民の人気はなく、歴代最悪の総理大臣といわれている。セクハラ疑惑後は内閣支持率が4%（月丘曰く「消費税率以下」）となり、総理の職を辞する。
マスコミの質問攻めから逃れようと、たまたま居合わせた啓太を利用したことで、啓太が「国会王子」とマスコミに注目されるきっかけを作った。
五十川 秀樹（いそがわ ひでき）
演 - 児玉謙次
前経済産業大臣。日本政友党総裁選挙に出馬するが、啓太に敗れる。
綿見 大一郎（わたみ だいいちろう）
演 - 山野史人
元官房長官。日本政友党総裁選挙の結果、最下位の得票数であった。
小松崎 和也（こまつざき かずや）
演 - 久富惟晴
朝倉内閣の総務大臣。
中村 勘（なかむら かん）
演 - 仙波和之
朝倉内閣の農林水産大臣。
閣議時に補正予算案に反対し、啓太から罷免を示唆される。
下山 三郎（しもやま さぶろう）
演 - 渡辺憲吉
朝倉内閣の経済産業大臣。
大亀 順三郎（おおがめ じゅんさぶろう）
演 - 戸沢佑介
朝倉内閣の外務大臣。
自分達が大堂商事から不正献金を受けた疑惑を報じられた際、啓太に身の潔白を訴えた。しかし、最終的には罷免される。
関根（せきね）
演 - 唐沢民賢
河原崎 薫（かわらざき かおる）
演 - 野村信次
衆議院議員。総裁選の動向により支持を変遷させる。
衆議院予算委員長
演 - 森下哲夫
かどくら
演 - 笠井信輔（フジテレビアナウンサー）
美山から補正予算の採決時に本会議を欠席しないよう説得される日本政友党の衆議院議員。

### 総理大臣事務秘書官
百坂 哲也（ももさか てつや）〈45〉
演 - 西村雅彦
財務省出向。理香が財務省にいた時の先輩で、当時は理香に対し一言も口をきかなかったらしい。啓太と共に補正予算案の修正に奔走していくうち、理解を示す。
非常に冷静に物事を分析でき、秘書官の中ではリーダー格を担う。
郡司 敏夫（ぐんじ としお）〈56〉
演 - 平泉成
経済産業省出向。啓太の休日の当番秘書になったことがきっかけで理解を示していく。
温厚な性格だが、少し慌てやすい。
西 誠二（にし せいじ）〈42〉
演 - 矢島健一
外務省出向。寡黙で無表情。当初は啓太を見下していた。
意外とユーモアがある。
秋山 太郎勘介（あきやま たろうかんすけ）〈34〉
演 - 鈴木浩介
警察庁出向。啓太の休日外出の警備の根回しを依頼される。
秘書官の中では最も若く、やや浮ついた言動をとる（秘書官らが神林の罷免を啓太に示唆した際は「僕はイケメン 君罷免！」と叫んだ）。感情の起伏が激しい。

### 高峰町立清沢小学校児童
- 小島 みく（こじま みく） - 山田夏海
- 上野 あかね（うえの あかね） - 小野花梨
- 林 和人（はやし かずと） - 一ノ瀬聖崇
- 村田 淳之介（むらた じゅんのすけ） - 岩沼佑亮
- 桑名 琢磨（くわな たくま） - 五十畑哉耶

伊藤龍弥
今泉野乃香
入江姫加
兼尾瑞穂
越川礼菜
田辺未佳
千葉理奈
東郷晋也
新見紗央
西浦璃奈
服部唯人
原翔太郎
遼花
山谷花純
啓太が小学校教師だった担任をしていた、長野県高峰町立清沢小学校の5年生児童。啓太の天然パーマをからかい「もじゃ倉」と呼ぶ。選挙への出馬に最初は驚くものの、次第に声援を送るようになり、啓太の支えとなる。首相官邸を訪ねるなどその後も交流がある。

### その他
外木場 清光（そとこば きよみつ）
演 - 上田耕一
元福岡県知事。革進党公認候補。前衆院選では福岡12区で朝倉誠に500票差で敗れた。福岡12区の補欠選挙に出馬するが、朝倉の息子である啓太に僅差で敗れる。
熊田
演 - 田窪一世
新保 久子
演 - ふくまつみ
啓太の支援者たち。
アナウンサー
演 - 並樹史朗
村山 嘉津男（むらやま かつお）〈57〉
演 - 泉谷しげる
啓太のもとへ陳情に現れた男。猫を35匹飼っている。
TVキャスター
演 - 吹田明日香
JBSテレビ局員
演 - アンジャッシュ（児嶋一哉、渡部建）
韮沢から総裁選CMを提案される。
食堂の夫婦
演 - 菊池均也、宮地雅子
夫は総裁選に無関心だったが、啓太を支持していた妻と共に街頭演説を聞き、声援を送る。
久野 正次郎（くの しょうじろう）〈68〉
演 - 森本レオ
東京大学の教授。ミズクラゲの大量発生について調査、研究している。
おばあさん
演 - 森康子
ミズクラゲの漁業被害に遭うが、啓太の視察時に焼き魚を振舞う。
国土交通省事務次官
演 - 浅見小四郎
ハリー・ビンガム通商代表
演 - ニコラス・ペタス
アメリカ合衆国通商代表。韮沢曰く湾岸戦争の戦地で数々の武勇伝を持っているが、真相は不明。正座が苦手。
ジョージ・ダガート
演 - セイン・カミュ
ビンガム通商代表の通訳。
早川 奈津子（はやかわ なつこ）
演 - 上原美佐
韮沢と別れた妻との間にできた娘。わがままで感情的。ストリートミュージシャンとの結婚を母親に反対されたため、父を頼りに啓太の東京の家を訪問するが、父親にも反対されたため、家の書斎に立てこもる。
小柳 健介（こやなぎ けんすけ）
演 - 忍成修吾
韮沢の娘の婚約者。ストリートミュージシャン、ライブの場所は渋谷のハチ公前。口癖は「チワス」。
野呂 勘三郎（のろ かんざぶろう）〈63〉
演 - 高橋英樹
衆議院議員、革進党代表。補正予算案に反対の意向を示していたが啓太を見ているうちに小野田と同じく、当選した頃の自分を思い出し補正予算案に同意する。政治家として覚えるべき事は「根回し」と「駆け引き」であると啓太に教えた。「カラオケではウルフルズの唄を歌う」との本人談。
多湖代議士
演 - 斉藤暁
松井 尚子（まつい なおこ）〈37〉
演 - 高橋由美子
理香の財務省在任時代の同僚。
松井 亮介（まつい りょうすけ）
演 - 広田亮平
尚子の息子。肺炎を患うも病院をたらい回しにされ腹膜炎を併発し、入院。これがきっかけで啓太との交流が深まっていく。
財務省主計局長
演 - 田口主将
財務省幹部
演 - 神崎智孝
フランス大使夫妻
演 - イアン・ムーア、ダーシャ
啓太をパーティーに招待し、美山を啓太の妻と勘違いする。
桜木事務次官
演 - ト字たかお
外務省事務次官。
野々村 謙三（ののむら けんぞう）〈55〉
演 - 大和田伸也
内閣府事務次官。官邸連絡会議のお茶廃止を巡って反発するが、自ら事を実践している啓太の思いを知り、お茶の廃止を了解する。

## スタッフ
- 脚本 - 福田靖
- 音楽 - 延近輝之
- 協力 - エスブイエス、ビデオスタッフ、八峯テレビ、FLT、SPOT、Halftone Music、VASC、アクティス、エルエーカンパニー、ジャニーズファミリークラブ
- 構成協力 - 酒井雅秋、山本あかり、木下草介、山岡潤平
- 監修 - 田﨑史郎、飯島勲、福田達夫、佐伯耕三
- 選挙指導 - 三浦博史
- 政治指導 - 田中良幸、川上和久、中原由利
- SP指導 - 綜警常駐警備（現・ALSOK常駐警備）
- アソシエイトプロデュース - 石原隆
- 演出 - 澤田鎌作、平野眞
- プロデューサー - 後藤博幸、清水一幸
- 制作 - フジテレビドラマ制作センター
- 制作著作 - フジテレビ

## 使用楽曲
主題歌
- エンディング：マドンナ「マイルズ・アウェイ」（ワーナーミュージック・ジャパン）

サウンドトラック
- CHANGEサウンドトラック（ユニバーサルシグマ）

## ロケ地
千代田区役所旧庁舎
衆議院第一議員会館
駒澤大学深沢キャンパス
総理大臣官邸
相模原市立青根小学校
清沢小学校
岩崎通信機本社
日本政友党本部

## 放送日程
| 各話                                               | 放送日        | サブタイトル                                                                 | 演出     | 視聴率 |
| -------------------------------------------------- | ------------- | ---------------------------------------------------------------------------- | -------- | ------ |
| 第1話                                              | 2008年5月12日 | 小学校教師が日本を変える!? 政治の素人が最年少総理大臣に!!                    | 澤田鎌作 | 23.8%  |
| 第2話                                              | 2008年5月19日 | 国会王子の初体験                                                             | 澤田鎌作 | 23.0%  |
| 第3話                                              | 2008年5月26日 | 今夜、総理誕生!!                                                             | 平野眞   | 22.4%  |
| 第4話                                              | 2008年6月02日 | いじめられる総理                                                             | 平野眞   | 19.3%  |
| 第5話                                              | 2008年6月09日 | 総理休日の大事件                                                             | 澤田鎌作 | 19.5%  |
| 第6話                                              | 2008年6月16日 | 恋愛スキャンダル                                                             | 平野眞   | 19.1%  |
| 第7話                                              | 2008年6月23日 | 15分拡大SP・衝撃の結末!!消えた総理                                           | 平野眞   | 20.9%  |
| 第8話                                              | 2008年6月30日 | 別れ。そして逆襲                                                             | 澤田鎌作 | 19.5%  |
| 第9話                                              | 2008年7月07日 | 衝撃!! 総理倒れる                                                            | 平野眞   | 22.3%  |
| 最終話                                             | 2008年7月14日 | 最終回拡大90分SP さようなら、朝倉総理涙のラストメッセージ 22分間の全国生中継 | 澤田鎌作 | 27.4%  |
| 平均視聴率 22.1%（関東地方・ビデオリサーチ社調べ） |               |                                                                              |          |        |

瞬間最高記録は22時15分に朝倉総理が国民に向けて演説するシーンで31.2%を記録。朝倉演じる木村が編集・CMなしのワンカットで22分30秒間喋り続けた。

## 備考

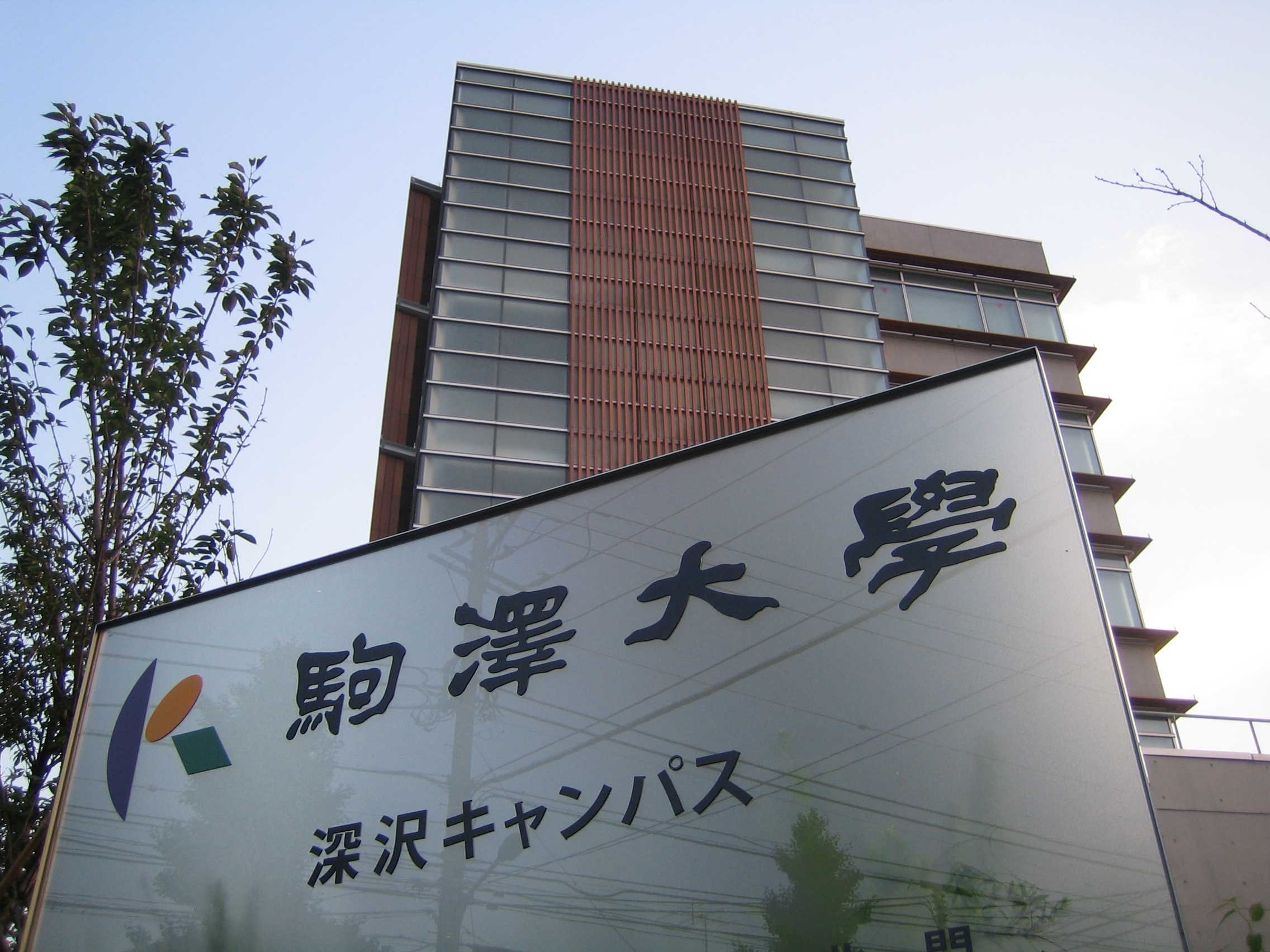
「CHANGE」の首相官邸場面の撮影が行われた駒澤大学深沢キャンパス

- 監修を担当したのは、当時の内閣総理大臣福田康夫の長男で福田康夫内閣の首席内閣総理大臣秘書官であり、のちに衆議院議員になり、自由民主党総務会長となる福田達夫であった。また、政治指導の田中良幸は衆議院議員でのちにみんなの党を立ち上げる渡辺喜美の秘書[4]。
- ニューヨークの日刊紙であるウォールストリート・ジャーナルが7月1日付の記事において、ドラマ内の朝倉総理と現実の総理である福田康夫総理とを比較した記事を掲載していた。この記事はニュースやワイドショーでも取り上げられ、町村信孝官房長官もこの記事についてコメントするなどちょっとした話題となった[5]。
- 自民党の中川秀直元幹事長や石破茂元防衛大臣、民主党の長妻昭衆議院議員などの現役国会議員も本作を視聴していることを公言していた[6][7]。
- フジテレビの2008年4月期に放送されるドラマの中では、珍しく開始が5月であった。それまでは直後に放送され木村自身も出演している月曜22時台の番組『SMAP×SMAP』の2週連続拡大版や『ドラマレジェンドスペシャル・世にも奇妙な物語 SMAPの特別編』（SMAP SPECIAL MONDAY NIGHTS）、『ネプリーグ』の3時間スペシャルを放送した。5月開始の理由については、フジテレビの広報部の公式な説明は「編成の積極的な理由」というものだった。
- 木村がドラマ内の総理の設定で出演し、ドラマのスタッフが演出を手がけたトヨタ・カローラフィールダーとのコラボレーションCM（全2タイプ）が同作品の放送中に放送された。
- 与党幹事長を演じた中村敦夫は1998年から2004年まで参議院議員を経験している。中村自身は議員時代には無所属の一匹狼的存在であった。
- 第7話は15分拡大して放送されたが、月9のみならず、1クールの連ドラで初回・最終回以外で拡大放送するというのはフジテレビとしては異例のことである。このようなケースはフジテレビでは後に2009年7月期の『ブザー・ビート〜崖っぷちのヒーロー〜』など数作品で行われるようになっている。
- 首相メッセージの全国生中継シーンとして約22分間カットなしのテレビ史上初とも言われるワンカメラショットがある。また、官邸前にあった「OTV（中央テレビ）」の中継車は、八峯テレビのHR-8 HDSNG中継車を使用している。
- 首相官邸として使用されたのは駒澤大学深沢キャンパスの洋館である。また演説シーンの撮影には社民党の本部が使われている[8]。
- 竜巻災害の現場に向かう際に自衛隊のヘリに搭乗するために向かった基地は埼玉県の入間基地である。
- 秘書官役の西村雅彦は、1997年4月～6月に放送された『総理と呼ばないで』でも、有能な首席秘書官を演じている。

## 関連商品
- CHANGE DVD-BOX（2009年10月14日発売）